# Metoděj Lužný
Metoděj Lužný (22. května 1889 Kožušany – 27. března 1943 Koncentrační tábor Mauthausen) byl československý legionář, protinacistický odbojář a nakladatel legionářské literatury.

## Život

### Před první světovou válkou
Metoděj Lužný se narodil 22. května 1889 v Kožušanech na Olomoucku. Vychodil obecnou školu, vystudoval čtyřleté Slovanské gymnázium v Olomouci a mezi lety 1905 a 1909 se vyučil knihkupcem. Začal pracovat jako účetní u knihkupectvích v Plzni a Praze. Byl členem Sokola. Prezenční vojenskou službu absolvoval u olomouckého c. a k. 54. pěšího pluku.

### První světová válka
Po vypuknutí první světové války byl Metoděj Lužný v roce 1914 opět povolán k c. a k. 54. pěšímu pluku a odeslán na ruskou frontu, kde 7. září 1915 padl v hodnosti desátníka do zajetí. Zúčastnil se bitvy u Bachmače, absolvoval sibiřskou anabázi a do Československa se vrátil v roce 1920 v hodnosti šikovatele jako příslušník pěšího pluku 6.

### Mezi světovými válkami
Po návratu do Československa pokračoval Metoděj Lužný v armádní službě, která byla i nadále spojena s pěším plukem 6. Mezi lety 1921 a 1940 působil i jako knihkupec a nakladatel legionářské literatury. Hlavní obchod provozoval v Olomouci, pobočky měl v Hodolanech a Šumperku. Jeho nakladatelství vydalo dvanáct titulů s tématy legionářské literatury a Hané a to mj.:
- František Stehlík - Na sibiřské magistrále (1925)
- Adolf Kubíček - Hanáci v revoluci (1928)
- Antonín Navrátil - trilogie Trosečníci (1929-1933)
- Stanislav Krejčí - Hluboká brázda (1937)
- Ludvík Přidal - Tetke a stréci meze sebó (1937)

### Druhá světová válka
Po německé okupaci v březnu 1939 a rozpuštění Československé armády pracoval Metoděj Lužný jako účetní. Zapojil se do protinacistického odboje. Za svou činnost byl zatčen gestapem a 19. ledna 1942 odsouzen stanným soudem v Brně za velezradu. Dne 27. března 1943 zahynul v koncentračním táboře Mauthausen.

## Vyznamenání
- Československý válečný kříž 1914–1918
- Československá revoluční medaile
- Československá medaile Vítězství